# El dandi moribund
El dandi moribund (en suec: Den dandyn döende) és una pintura a l'oli del pintor suec postimpressionista Nils von Dardel, de 1918. Ara es troba en la col·lecció del Moderna Museet d'Estocolm (Suècia).

## Descripció
L'obra mostra un grup de quatre personatges -tres dones i un home- al voltant de la imatge central del dandi moribund. La mà esquerra del moribund cobreix el seu pit just en el lloc del cor, i la dreta té agafat un mirall -«viure i dormir davant del mirall» segons Charles Baudelaire és un símbol de dandisme-. El cap descansa sobre el coixí, que subjecten les dones amb una brusa blava i una altra rosa. La tercera dona de la brusa de color taronja, cobreix amb un cobertor de color vermell amb dibuixos el moribund. La figura més tràgica es vesteix amb elegància, hermafrodita, un jove amb una jaqueta de color lila, que està clarament plorant, eixugant-se les llàgrimes amb un mocador. En l'esbós realitzat per a aquesta pintura l'autor havia col·locat ploraners masculins, però en els dos últims els va substituir amb els personatges femenins.

## Interpretació
La interpretació de la pintura ha tingut moltes direccions i amb freqüència s'associa amb la biografia de Dardel, que podria ser el prototip d'un dandi d'una pintura -un dandi que gira en cercles artístics i intel·lectuals de París, va estudiar en el taller de Henri Matisse i el seu contacte amb joves homosexuals (com el col·leccionista i artista Rolf de Maré). El 1918, no obstant això, Dardel va conèixer una dona, de la qual es va enamorar i s'hi va casar més tard. La imatge que representa la pintura, podria ser, llavors, una forma de dir adéu a l'edat de la vida portada anteriorment.
D'acord amb Mari Jungstedt, que va escriure la novel·la El dandi moribund, creada amb els motius del segrest d'una obra fictícia, la mà en el pit podria significar un cor trencat, o també pot referir-se a la malaltia cardíaca que l'artista va sofrir i, finalment, va morir-hi a Nova York. La desesperació de l'home també podria ser un homosexual, representat per Dardel, plorant una infinitat de vegades. El mètode de la representació de les dones porta a la ment la mort de Crist, la primera per un àngel amb els dibuixos de les fulles de palma darrere d'ella en lloc de les ales. La segona dona al capdavant de l'artista, vestida de blau característic color de la Mare de Déu, l'última de les dones i els seus vestits vermells i morats es podria vincular amb la figura de Maria Magdalena; l'home plorant representaria sant Juan.

## Europeana 280
A l'abril de 2016, la pintura El dandi moribund va ser seleccionada com una de les deu més grans obres artístiques de Suècia pel projecte Europeana.